# Hanna Adler
Pour les articles homonymes, voir Adler.
Hanna Adler, née le 28 mai 1859 à Copenhague (Danemark) et morte le 4 janvier 1947 dans cette même ville, est une physicienne danoise. Elle est une des deux premières femmes danoises à obtenir une licence de physique. Elle fonde, en 1893, la première école mixte du Danemark.

## Biographie
Adler est, avec Kirstine Meyer, la première femme à obtenir une licence universitaire (magisterkonferen) en physique au Danemark. Elle reçoit son diplôme de l'université de Copenhague en 1892. Elle part ensuite un an aux États-Unis pour observer l'organisation des écoles mixtes qui n'existaient pas encore au Danemark. Le 1er septembre 1893, elle ouvre la première école mixte du Danemark à Sortedam Dossering à Copenhague, H. Adler's Fællesskole. Elle défend l'ouverture de ce genre d'établissement au Danemark dans son texte Vor Ungdom (1894), devançant de quelques années l'ouverture des premiers lycées publics mixtes au Danemark (1903).  Parmi les étudiants célèbres de l'école figurent la géophysicienne Inge Lehmann, l'acteur Bjarne Forchhammer et le physicien Aage Bohr.  
Pendant l'occupation allemande du Danemark, en 1943, Hanna Adler, étant juive, est arrêtée et envoyée dans le camp de Horserødlejren. Elle a alors 84 ans. 400 anciens demandent et obtiennent du ministère des Affaires étrangères sa libération. Elle peut se déplacer librement dans le pays, mais n'a pas le droit de quitter le Danemark. 
Elle meurt le 4 janvier 1947 à Copenhague et est enterrée au cimetière Mosaisk Nordre Begravelsesplads.

## Vie privée
Hanna Adler nait le 28 mai 1859 à Copenhague. Ses parents sont David Baruch Adler, un banquier danois, et Jenny Raphael, une travailleuse sociale anglaise. Elle est la tante du physicien Niels Bohr.